# Sociedade Filatélica Brasileira

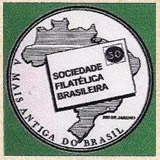

Sociedade Filatélica Brasileira -  SOFIBRA foi fundada em 18 de novembro de 1911. 
É considerada a primeira entidade filatélica fundada no Brasil e está em funcionamento ininterrupto no país desde sua fundação. 

## Histórico
A organização foi fundada em 1911, na cidade do Rio de Janeiro, por um grupo de dez filatelistas  que anteviram a importância da associação dos adeptos de colecionar selos em agremiações especializadas. 
A criação dessa sociedade  para o intercâmbio de conhecimentos no meio da Filatelia, em  histórica reunião na casa de Manoel Pereira de Mesquita, que posteriormente viria a ser eleito seu primeiro presidente, revela, naquele início de século, o crescente interesse dos mais variados setores da sociedade brasileira em pesquisas relacionadas às emissões e ao tráfego postal. Provavelmente a maioria absoluta dos colecionadores de selos mais destacados do Brasil estiveram no passado ou estão associada à SOFIBRA.
Desde a criação do selo postal na Inglaterra, em 1840, surgiram inúmeros interessados no colecionismo dessa peça. A criação de associações de filatelistas foi o próximo passo natural. As sociedades filatélicas eram os locais que possibilitavam a racionalização do intercâmbio desses produtos.[carece de fontes?]
O Brasil foi o segundo país a adotar o uso de selos postais para o franqueamento de cartas. A primeira emissão brasileira foi o Olho-de- Boi, lançado em 1º de agosto de 1843. Portanto, os interessados no colecionismo e a consequente criação da Sociedade Filatélica Brasileira, contribuíram para o desenvolvimento e crescimento da Filatelia não só no país, mas em todo o mundo. O conjunto de trabalhos, estudos e pesquisas efetuados por seus membros, tornaram a SOFIBRA uma verdadeira "Academia Brasileira de Filatelia".[carece de fontes?]
Após estar instalada em diversas sedes provisórias, a SOFIBRA partiu para a aquisição da sua  sede própria,  que localiza-se na Av. Av. Presidente Vargas, 590, Grupo 617, Rio de Janeiro, RJ - CEP 20071-000

## Fundação do Clube Filatélico do Brasil
Em 1931 a SOFIBRA sofreu uma divisão bastante séria, quando numerosos sócios, inclusive fundadores e ex-presidentes, retiraram-se do quadro social para fundar o Clube Filatélico do Brasil. O entusiasmo dos dissidentes foi grande. Em apenas dois meses, o Clube Filatélico do Brasil estava organizado e instalado. O Clube vem editando a Revista Brasil Filatélico, sem interrupção, de 1932 até aos dias de hoje, constitui um recorde em termos de publicação filatélica no Brasil.

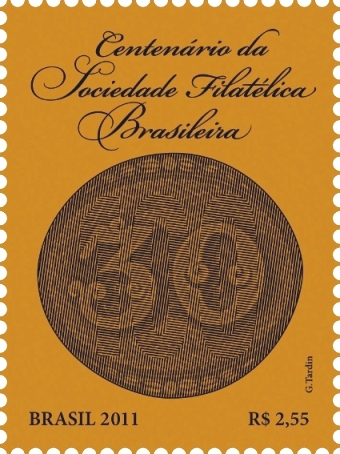

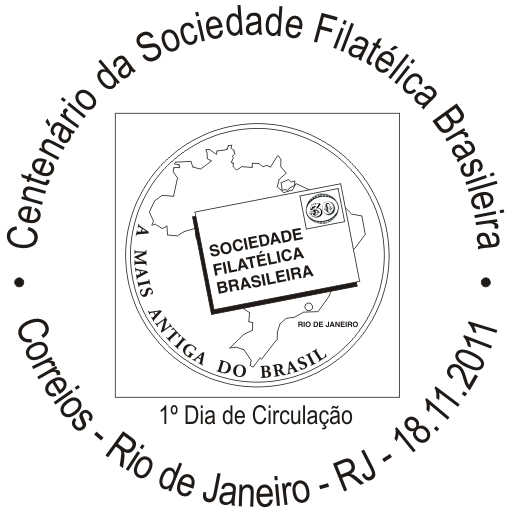
Carimbo comemorativo dos 100 anos da SOFIBRA

Desde a sua fundação, o Clube Filatélico do Brasil esteve sempre associado a grandes eventos da filatelia brasileira. Assim, há quase um Século, coexistem no Rio de Janeiro duas agremiações com programas idênticos, porém de manutenção onerosa, com provável desperdício de despesas e esforços.[carece de fontes?]

## Quadro Social
O quadro social da SOFIBRA sempre  refletiu o momento social brasileiro, diminuindo nas épocas de crises econômicas e crescendo rapidamente em períodos posteriores.[carece de fontes?]

## Emissões Filatélicas Comemorativas
Desde sua fundação, a Sociedade Filatélica Brasileira trabalhou para o crescimento da Filatelia no Brasil. Em função disso, muitos carimboscomemorativos e folhinhas filatélicas  foram lançados em homenagem a mesma pela Empresa Brasileira de Correios e Telégrafos (ECT).
Em função de sua relevância, a ECT homenageou a SOFIBRA por seu centenário, no dia 18 de novembro de 2011 com a emissão de um selo postal comemorativo ao Centenário da entidade.

### Sobre o Selo
Criado pelo artista G. Tardin, o selo tem na parte superior o título da emissão: “Centenário da Sociedade Filatélica Brasileira”. A arte traz a representação do selo Olho-de-Boi em sua versão de 30 réis, onde foi aplicada uma imagem latente do numeral “100”, que pode ser vista ao se observar o selo inclinado, sob uma fonte de luz. Os valores de 60 e 90 réis serão destacados, respectivamente, em 2012 e 2013. Foram utilizadas as técnicas de calcografia e aplicação da cor bronze especial. O selo tem valor facial de R$ 2,55 e tiragem de 300 mil exemplares.